# Linzgau-Mosaik
Das Linzgau-Mosaik ist eine lokalgeschichtliche und ortskundliche Reihe, die vom Gemeindeverwaltungsverband Salem, Frickingen und Heiligenberg im Bodenseekreis herausgegeben wird und alle zwei Jahre erscheint. Die Reihe enthält Beiträge zu Geschichte, Naturkunde und Gegenwartsfragen der beteiligten Gemeinden, die am Übergang vom oberen zum unteren Linzgau im nordwestlichen Bodenseeraum liegen. Das Linzgau-Mosaik steht in der Nachfolge der bis 1999 erschienenen Frickinger Heimathefte.